# گئورگ گویان
گئورگ گویان (ارمنی: Գևորգ Գոյան؛ انگلیسی: George Goyan؛ زادهٔ ۱۰ نوامبر ۱۹۰۱ - درگذشته نه زودتر از ۱۹۵۰ و نه دیرتر از ۲۰۲۱ یا ۲۲ فوریهٔ ۱۹۸۲) تاریخ‌نگار ارمنی‌تبار اهل بود.

## زندگی‌نامه
وی با نام اصلی گئورگ هوُسپی نیکوغوسیان (انگلیسی: Gevorg OvsepovichTer Nikogosyan) در ۱۰ نوامبر ۱۹۰۱ در تفلیس به دنیا آمد و از انستیتو دولتی سینما و تئاتر ایروان فارغ‌التحصیل گشت. وی همچنین برنده جوایزی همچون چهره هنری شایسته ارمنستان شوروی, هنرمند شایسته ارمنستان شوروی شد. وی نه زودتر از ۱۹۵۰ و نه دیرتر از ۲۰۲۱ یا ۲۲ فوریهٔ ۱۹۸۲  در مسکو درگذشت و در گورستان ویدنسکیه به خاک سپرده شد.